# Boekenweekessay
Het boekenweekessay wordt elk jaar door een andere auteur geschreven naar het thema van de boekenweek. Sinds 1987 wordt dit essay gepubliceerd door de Stichting Collectieve Propaganda van het Nederlandse Boek en is tijdens de boekenweek in het voorjaar voor een gering bedrag verkrijgbaar in deelnemende boekhandels (niet te verwarren met het gratis boekenweekgeschenk of het kinderboekenweekgeschenk van het najaar). In 2024 werd geen essay uitgegeven maar als thema-uitgave een poëziebundel.
| Jaar | Auteur | Titel                                                                                                | Thema                                                            |
| ---- | --- | --- | ---------------------------------------------------------------- |
| 1987 | Rudy Kousbroek | Nederland: een bewoond gordijn                                                                       | Amsterdam, culturele hoofdstad van Europa                        |
| 1988 | Jeroen Brouwers | Sire, er zijn geen Belgen                                                                            | Nederland - Vlaanderen                                           |
| 1989 | K. Schippers | Het witte Schoolbord                                                                                 | Boek en film                                                     |
| 1990 | Jan Blokker | De kwadratuur van de Kwattareep                                                                      | Van boeken krijg je nooit genoeg                                 |
| 1991 | Lieve Joris | Een kamer in Caïro                                                                                   | Schrijvers op reis                                               |
| 1992 | A. Alberts | Twee jaargetijden minder                                                                             | 't Prachtig rijk van Insulinde - Nederlands Indië                |
| 1993 | Martin van Amerongen | Mijn leven zijn leven                                                                                | Het leven geschreven - Dagboeken, brieven en biografieën         |
| 1994 | diverse artiesten | Denkend aan de Dapperstraat (Cd-i)                                                                   | Poëzie Centraal                                                  |
| 1995 | Jan Wolkers | Zwarte bevrijding                                                                                    | De vijftigste mei - De Tweede Wereldoorlog in de literatuur      |
| 1996 | Carolijn Visser | Het goud van Bonanza                                                                                 | Eeuwig El Dorado - Latijns-Amerika en het Caribisch gebied       |
| 1997 | Gerrit Komrij | Niet te geloven                                                                                      | Mijn God - Religie en religieus gevoel in de letteren            |
| 1998 | Geert Mak | Het ontsnapte land                                                                                   | Panorama Nederland - Stad en land in proza en poëzie             |
| 1999 | Remco Campert, Jan Mulder | Familie-album                                                                                        | Familie-album - ouders en kinderen in de literatuur              |
| 2000 | | Alle jaren feest: de foto's van het boekenbal. Boek over de literaire boekenweekgeschenken 1984-2000 | Lectori Salutem - verhalen uit de klassieke oudheid (CD-Rom)     |
| 2001 | Hafid Bouazza | Een beer in bontjas                                                                                  | Het land van herkomst - Schrijven tussen twee culturen           |
| 2002 | Marek van der Jagt | Monogaam                                                                                             | Hebban olla vogala nestas - Verhalen en gedichten over de liefde |
| 2003 | Boudewijn Büch, Kristien Hemmerechts, Bert Keizer, Nico ter Linden | Vier visies op de dood                                                                               | Styx - Leven en dood in de letteren                              |
| 2004 | Adriaan van Dis | Onder het zink. Un abécédaire de Paris.                                                              | Frankrijk                                                        |
| 2005 | Henk van Os | Moederlandse geschiedenis                                                                            | Spiegel der Lage Landen - Onze geschiedenis                      |
| 2006 | Paul Witteman | Erfstukken                                                                                           | BOEM! Paukeslag - Schrijvers en muziek                           |
| 2007 | Kees Fens | Op weg naar het schavot                                                                              | Lof der zotheid - Scherts, satire en ironie                      |
| 2008 | Renate Dorrestein | Laat me niet alleen                                                                                  | Van oude menschen... - De derde leeftijd en de letteren          |
| 2009 | Midas Dekkers | Piep. Een kleine biologie der letteren                                                               | Tjielp Tjielp - De literaire zoo                                 |
| 2010 | 75 auteurs, onder wie Abdelkader Benali, Bernlef, Remco Campert, Adriaan van Dis, A.F.Th. van der Heijden, Bas Heijne, Arthur Japin, Gerrit Komrij, Herman Koch, Guus Kuijer, Erwin Mortier, Jan Mulder, Charlotte Mutsaers, Nelleke Noordervliet, Connie Palmen, Robert Vuijsje, Tommy Wieringa en Joost Zwagerman | Titaantjes waren we (de auteurs schreven hierin elk een brief aan hun jongere ik)                    | Titaantjes - Opgroeien in de letteren                            |
| 2011 | Christine Otten, Erik Kessels | Good Luck                                                                                            | Curriculum Vitae - Geschreven portretten                         |
| 2012 | Nico Dijkshoorn | Verder alles goed                                                                                    | Vriendschap en andere ongemakken                                 |
| 2013 | Nelleke Noordervliet | De leeuw en zijn hemd                                                                                | Gouden tijden, zwarte bladzijden                                 |
| 2014 | Jelle Brandt Corstius | Arctisch dagboek                                                                                     | Ondertussen ergens anders - Reizen                               |
| 2015 | Pieter Steinz | Waanzin in de wereldliteratuur                                                                       | Waanzin - Te gek voor woorden                                    |
| 2016 | David Van Reybrouck | Zink                                                                                                 | Duitsland - Was ich noch zu sagen hätte                          |
| 2017 | Connie Palmen | De zonde van de vrouw                                                                                | Verboden vruchten                                                |
| 2018 | Jan Terlouw | Natuurlijk                                                                                           | Natuur                                                           |
| 2019 | Murat Isik | Mijn moeders strijd                                                                                  | De moeder de vrouw                                               |
| 2020 | Özcan Akyol | Generaal zonder leger                                                                                | Rebellen en dwarsdenkers                                         |
| 2021 | Roxane van Iperen | De genocidefax                                                                                       | Tweestrijd                                                       |
| 2022 | Marieke Lucas Rijneveld | Het warmtefort                                                                                       | Eerste liefde                                                    |
| 2023 | Raoul de Jong | Boto Banja - of: het geheime genootschap der dansende schrijvers                                     | Ik ben alles                                                     |
| 2024 | Bart Chabot | Ooievaarsblues (poëziebundel)                                                                        | Bij ons in de familie                                            |
| 2025 | Paulien Cornelisse | Hèhè - Over wat we zeggen zonder dat we het doorhebben                                               | Je moerstaal                                                     |